# Villasuso de Cieza
Villasuso es una localidad española del municipio de Cieza, perteneciente a la comunidad autónoma de Cantabria.

## Geografía
La localidad se encuentra a 191 metros de altitud sobre el nivel del mar y está a dos kilómetro de distancia de la capital municipal, Villayuso de Cieza.

## Historia
Hacia mediados del siglo XIX, el lugar, ya por entonces perteneciente a Cieza, tenía contabilizada una población de cuatrocientos habitantes. Aparece descrito en el decimosexto y último volumen del Diccionario geográfico-estadístico-histórico de España y sus posesiones de Ultramar de Pascual Madoz con las siguientes palabras:

VILLASUSO DE CIEZA: l. en la prov. y dióc. de Santander (8 leg.), part. jud. de Torrelavega (4), aud. terr. y c. g. de Búrgos (23), ayunt. de Cieza. sit. en un pequeño llano circuido de alturas; su clima es templado y sano. Tiene 80 casas; escuela de primeras letras; igl. parr. (San Sebastian) servida por un cura de ingreso y un medio racionero que provee el ob.; 3 ermitas y muy buenas aguas potables. Confina con Villayuso y pueblos del ayunt. El terreno es de buena calidad y de secano; por él corren las aguas del Cieza, al que cruzan 2 puentes de madera útiles para carruages. Los montes estan cubiertos de robles, castaños, hayas, fresnos, álamos de varias clases y matas bajas. Hay canteras de cal y prados naturales. Los caminos son vecinales, y dirigen ademas á Cabuérniga y á la carretera de Reinosa: recibe la correspondencia de Torrelavega. prod.: maiz, alubias, patatas, castañas, nueces, hortaliza y pastos; cria ganados, caza mayor y menor, y pesca de truchas, anguilas y otros peces. ind.: 2 molinos harineros, el carboneo y la carreteria, importando vino, aguardiente y otros art. de primera necesidad. pobl.: 78 vec., 400 alm. contr.: con el ayunt. (V.).
(Madoz, 1850, p. 289)

En 2023, tenía empadronados 192 habitantes.

## Patrimonio
Hay en la localidad una iglesia de San Sebastián.